# Delbert Ray Fulkerson
Delbert Ray Fulkerson (14 août 1924-10 janvier 1976) est un mathématicien américain, coauteur de l'algorithme de Ford-Fulkerson. On a donné son nom au prix Fulkerson, qui récompense tous les trois ans des articles dans le domaine des mathématiques discrètes.

## Biographie
Fulkerson obtient son PhD en 1951 à l'université du Wisconsin à Madison sous la direction de Cyrus Colton MacDuffee.